# Планше, Андре

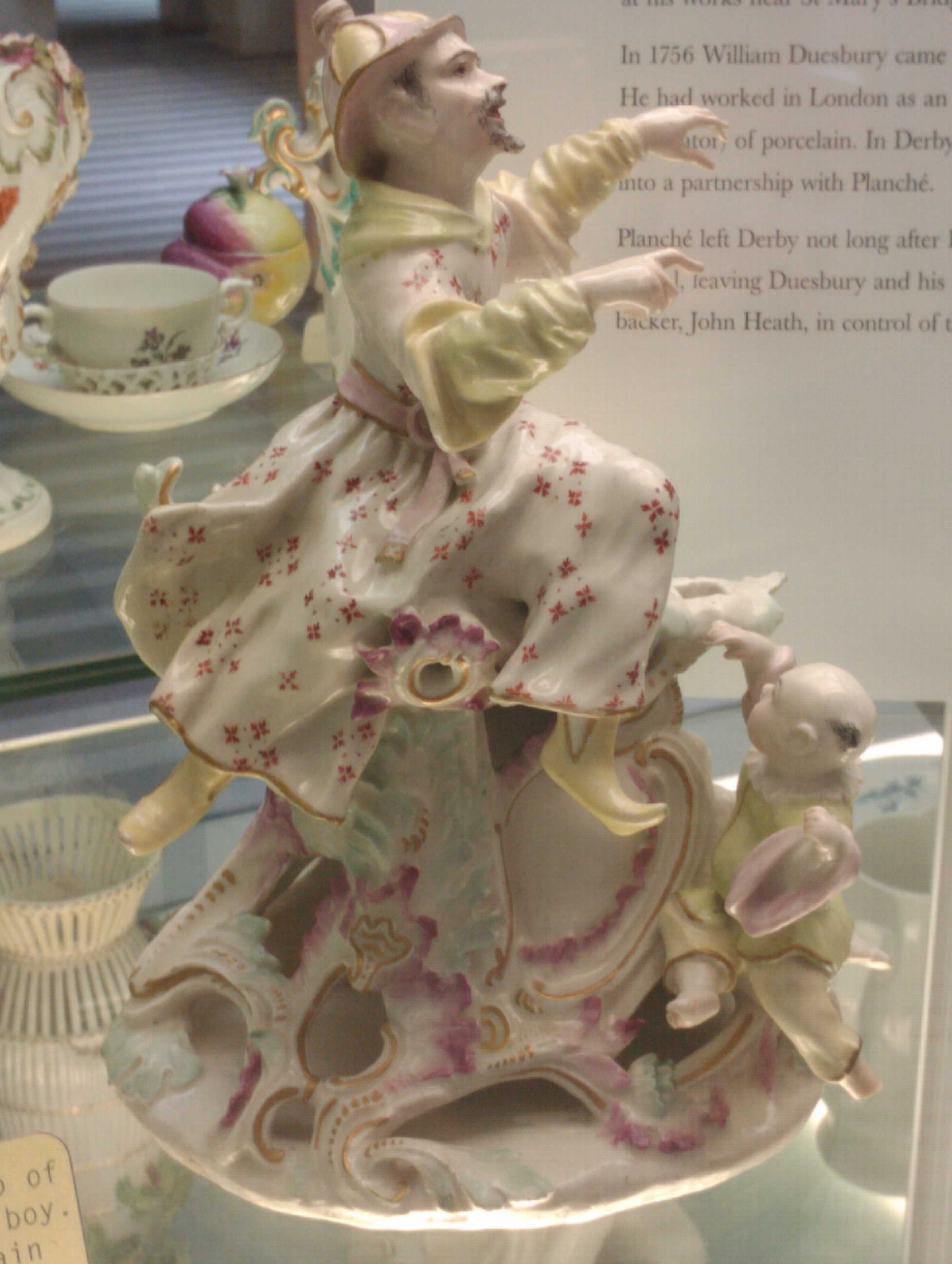
Китаец и мальчик. Работа Планше из коллекции Музея и художественной галереи Дерби

Андре Планше (фр. André Planchè, англ. Andrew Planche; ок. 1727 — 1809) — гончар, сын французских беженцев-гугенотов. Жил в Дерби с 1751 года (вероятно, до середины 1756 года), родился предположительно в Вестминстере. У него было как минимум четверо детей — Пол, Джеймс, Джеймс Барроус (незаконнорожденный) и Уильям (Paul, James, James Burrows, William).
Моделированию и изготовлению фарфора его научил отец, работавший в Мейссене. Предположительно, обучение шло в Лондоне в период 1740—1747 годов. В возрасте 17 лет молодой Планше уже изготавливал небольшие изделия на дербской фарфоровой фабрике. В 1749 году он работал на Уильяма Литтлера (William Littler) в Лонгтон-Холле. С 1756 года он работал на Уильяма Дьюсбери на его новой фарфоровой фабрике на Ноттингем-Роуд, которая позже стала Royal Crown Derby.
Фарфоровые фигуры, которые, предположительно, были смоделированы Планше, редки. Музея и художественная галерея Дерби обладает моделю начала 1752 года, изображающей китайца и мальчика. Это модель периода «Dry Edge», длившегося с 1750 по 1756 годы; период получил своё название из-за неглазурированной основы изделий.